# Frank Brian
Pour les articles homonymes, voir Brian.
Frank Sands Brian, né le 1er mai 1923 à Zachary (Louisiane) et mort le 14 mai 2017, est un joueur américain de basket-ball.

## Carrière
Meneur de jeu issu de l'université d'État de Louisiane, Brian signe avec les Packers d'Anderson en National Basketball League en 1947. Il inscrit 2 442 points en trois saisons avec les Packers, puis rejoint les Stags de Chicago en NBA quand la franchise des Packers fait faillite en 1949. Il est pour la première fois nommé dans la All-NBA Second Team lors de la Saison NBA 1949-1950.
Les Stags transférèrent rapidement Brian aux Tri-Cities Blackhawks. Il obtient sous ses nouvelles couleurs une participation au All-Star Game 1951.
Brian est nommé dans la  All-NBA Second Team en 1951 avec des moyennes de 16,8 points, 3,9 passes décisives et 3,6 rebonds. En mai 1951, les Blackhawks transfèrent Brian aux Fort Wayne Pistons contre Howie Schultz et Dick Mehen. Brian dispute cinq saisons avec les Pistons, remportant le titre de champion en 1955 et 1956, prenant sa retraite en 1956 avec un total de 6 663 points combinés entre la NBL et la NBA en carrière.